# Myriam Nicole
Myriam Nicole (Montpellier, 8 de febrero de 1990) es una deportista francesa que compite en ciclismo de montaña en la disciplina de descenso.
Ganó ocho medallas en el Campeonato Mundial de Ciclismo de Montaña, entre los años 2016 y 2024, y una medalla de oro en el Campeonato Europeo de Ciclismo de Montaña de 2010.

## Medallero internacional
| Campeonato Mundial | Campeonato Mundial        | Campeonato Mundial | Campeonato Mundial |
| Año                | Lugar                     | Medalla            | Competición        |
| ------------------ | ------------------------- | ------------------ | ------------------ |
| 2016               | Val di Sole (Italia)      | Medalla de plata   | Descenso           |
| 2017               | Cairns (Australia)        | Medalla de plata   | Descenso           |
| 2018               | Lenzerheide (Suiza)       | Medalla de bronce  | Descenso           |
| 2019               | Mont-Sainte-Anne (Canadá) | Medalla de oro     | Descenso           |
| 2020               | Leogang (Austria)         | Medalla de plata   | Descenso           |
| 2021               | Val di Sole (Italia)      | Medalla de oro     | Descenso           |
| 2022               | Les Gets (Francia)        | Medalla de bronce  | Descenso           |
| 2024               | Pal Arinsal (Andorra)     | Medalla de plata   | Descenso           |
| Campeonato Europeo |                           |                    |                    |
| Año                | Lugar                     | Medalla            | Competición        |
| 2010               | Hafjell (Noruega)         | Medalla de oro     | Descenso           |